# Ismail Merchant
Pour les articles homonymes, voir Merchant.
Ismail Merchant est un producteur de cinéma et un réalisateur indien, né le 25 décembre 1936 à Bombay, mort le 25 mai 2005 à Londres. Il résidait principalement à New York.

## Biographie
Ismail Merchant est surtout connu « pour sa collaboration au long cours avec James Ivory, avec qui il fonda la société Merchant Ivory Productions» et vécut en couple jusqu'à sa mort.

## Cuisine et écriture
Ismail Merchant aimait cuisiner et il a écrit plusieurs livres dont Ismail Merchant's Indian Cuisine, Ismail Merchant's Florence, Ismail Merchant's Passionate Meals,  et Ismail Merchant's Paris : Filming and Feasting in France. Il a également écrit des livres sur la réalisation de films, notamment un livre sur le tournage du film Les Imposteurs en 1988 intitulé Hullabaloo in Old Jeypur, et un autre sur le tournage de La Propriétaire intitulé Once Upon a Time ... The Proprietor. Son dernier livre s'intitule My Passage from India : Le voyage d'un cinéaste de Bombay à Hollywood et au-delà.

## Filmographie

### Producteur
- 1961 : The Creation of Woman (court métrage)
- 1963 : The Householder
- 1965 : Shakespeare Wallah
- 1969 : The Guru
- 1970 : Bombay Talkie (aussi acteur, rôle de Fate Machine Producer)
- 1972 : Savages de James Ivory
- 1972 : Adventures of a Brown Man in Search of Civilization (documentaire)
- 1973 : Helen, Queen of the Nautch Girls (documentaire court-métrage) de Anthony Korner
- 1974 : Mahatma and the Mad Boy (court-métrage)
- 1975 : Autobiography of a Princess
- 1975 : The Wild Party
- 1976 : Sweet Sounds (court-métrage) de Richard Robbins
- 1977 : Roseland de James Ivory
- 1978 : Hullabaloo Over Georgie and Bonnie's Pictures (téléfilm)
- 1979 : The Europeans
- 1980 : Jane Austen in Manhattan
- 1981 : Quartet
- 1983 : The Courtesans of Bombay (documentaire)
- 1983 : Heat and Dust
- 1984 : Les Bostoniennes
- 1985 : A Room with a View
- 1985 : Noon Wine (téléfilm) de Michael Fields
- 1987 : Maurice
- 1987 : My Little Girl de Connie Kaisermann
- 1988 : Les Imposteurs (The Deceivers) de Nicholas Meyer
- 1988 : The Perfect Murder
- 1989 : Esclaves de New York (Slaves of New York)
- 1990 : Mr. & Mrs. Bridge
- 1991 : The Ballad of the Sad Café de Simon Callow
- 1992 : Retour à Howards End
- 1993 : Les Vestiges du jour (The Remains of the Day)
- 1994 : Street Musicians of Bombay (documentaire) de Richard Robbins
- 1995 : Jefferson in Paris
- 1995 : Feast of July de Christopher Meneul
- 1996 : Surviving Picasso
- 1998 : La fille d'un soldat ne pleure jamais (A Soldier's Daughter Never Cries)
- 1998 : Side Streets (en) de  Tony Gerber
- 1998 : The Tree (documentaire)
- 2000 : La Coupe d'or (The Golden Bowl)
- 2002 : Merci... Dr Rey ! d'Andrew Litvack
- 2002 : Refuge
- 2003 : Le Divorce
- 2004 : Heights de Chris Terrio
- 2005 : The White Countess de James Ivory

### Réalisateur
- 1974 : Mahatma and the Mad Boy
- 1983 : The Courtesans of Bombay (documentaire télévisé)
- 1993 : In Custody
- 1995 : Lumière et Compagnie (documentaire) - (segment "Merchant Ivory/Paris")
- 1996 : The Proprietor
- 1999 : Cotton Mary
- 2001 : The Mystic Masseur

## Distinctions

### Récompenses personnelles
- 2001 : International Indian Film Academy Awards pour une Réussite exceptionnelle dans le cinéma international
- 2002 : Il reçoit un Padma Bhushan dans la catégorie des arts[2].

### Récompenses en tant que producteur
- 1986 : British Academy Film Award du meilleur film pour Chambre avec vue (film)
- 1992 : British Academy Film Award du meilleur film pour Retour à Howards End

### Nominations en tant que producteur
- 1960 : Oscar du meilleur court métrage en prises de vues réelles pour The Creation of Woman (de)
- 1983 : British Academy Film Award du meilleur film pour Chaleur et Poussière
- 1986 : Oscar du meilleur film pour Chambre avec vue (film)
- 1986 : Golden Globe du meilleur film dramatique pour Chambre avec vue (film)
- 1992 : Oscar du meilleur film pour Retour à Howards End
- 1993 : Oscar du meilleur film pour Les Vestiges du jour (film)
- 1993 : British Academy Film Award du meilleur film pour Les Vestiges du jour (film)

### Décorations
- Commandeur de l'ordre des Arts et des Lettres Il est fait commandeur le 5 décembre 1996[3].